# Bésame mucho
«Bésame mucho» es una canción mexicana escrita en 1932 y publicado en 1940 por la pianista y compositora mexicana Consuelito Velázquez (1916-2005). El bolero romántico es ampliamente considerada una de las canciones más populares del siglo XX y de todos los tiempos. En 1999, fue reconocida como la canción más versionada del idioma español. Además, es uno de los himnos más importante de la historia de la música latina.

## Historia
Según la propia Consuelo Velázquez, escribió la canción hacia 1932, a pesar de que nunca la habían besado en ese momento, y besarse, como habría escuchado, era considerado un pecado. Se dice que la melodía fue inspirada por Quejas, o la  maja y el ruiseñor de la suite para piano Goyescas del español Enrique Granados. Sin embargo, no fue hasta la Segunda Guerra Mundial que la melodía obtendría fuerza para concebirla por las tristes historias de amor que rodeaban al conflicto.

## Versiones
La canción fue escrita por la jalisciense Consuelito Velázquez y el primero en interpretarla fue Emilio Tuero. Con el paso del tiempo, la canción fue pasando de un artista a otro con diferentes adaptaciones, siendo las versiones de Lucho Gatica y Pedro Infante algunas de las más conocidas, así como una versión en inglés a cargo de la banda inglesa The Beatles. La letra de la versión en inglés fue adaptada por Sunny Skylar.
Algunos de los cientos de intérpretes mexicanos y no mexicanos han sido Lucho Gatica, Il Divo, Luis Miguel, Andrea Bocelli, Vicente Fernández, Richard Clayderman, Soda Stereo, Thalía (también una versión bilingüe con Michael Bublé), Chela Campos, el trío Los Panchos, Gigliola Cinquetti, Édith Piaf, Frank Sinatra, Plácido Domingo, Paloma San Basilio, Tomatito, Zoé, Sara Montiel, Dalida, Lisa Ono,  Isabel Pantoja,  entre muchos otros más. Se destaca la versión del estadounidense Andy Russell, que lanzó a la fama el tema en el mercado norteamericano. Tanto la versión de Russell como la de The Coasters entraron al listado Hot 100 en los Estados Unidos en el puesto 8 (1944) y 60 (1960), respectivamente.
Quizá la más conocida es la versión instrumental de Ray Conniff de 1960.

#### Versión de The Beatles
La banda de rock The Beatles interpretaron también «Bésame mucho», junto con otras 14 piezas más, durante la audición fallida en los estudios Decca, el 1 de enero de 1962. Paul McCartney cantó como solista. La tocarían nuevamente en la audición para los estudios EMI (cuando finalmente obtuvieron el contrato de grabación) el 6 de junio de 1962.

La banda no había oído ninguna versión en español, ni sabía nada de su origen mexicano cuando seleccionaron la canción en 1961 para integrarla a su repertorio. Más bien, la escogieron a partir de la versión en inglés que el grupo estadounidense The Coasters había publicado en 1960. Así lo declaró Paul McCartney: 
"Yo tenía una pequeña colección de discos muy diversa de la que estaba seleccionando material. [...] Con 'Bésame mucho' de The Coasters, [me llamó la atención que] es una canción en tonalidad menor y cambia a mayor, y cuando cambia a mayor es un gran momento musical. Ese cambio  a mayor me atrajo mucho." 
La grabación de «Bésame mucho» en la audición de los estudios EMI fue incluida en el álbum compilatorio de 1995 Anthology 1. También fue interpretada por la banda en 1969 en el estudio Apple y publicada en la película documental Let it be.

## En el cine
Esta canción ha sido utilizada en la banda sonora de varias películas:[cita requerida]
- Los tres caballeros (1944)
- El juego del amor y del azar (1944) Aparece una versión cantada por el personaje interpretado por Severo Fernández.
- A toda máquina (1951)
- Let it be (1970)
- Moscú no cree en las lágrimas (1979)
- The Naked Gun 2½: The Smell of Fear (1991)
- Bésame mucho (1993)
- Sueños de Arizona (1993)
- Grandes esperanzas (1998)
- In the mood for love (2000)
- El embrujo del Shanghái (2002)
- La sonrisa de Mona Lisa (2003)
- La fiesta del chivo (2005)
- Juno (2007)
- Chico y Rita (2010)
- Coco (2017)
- Made in Bangkok (2017)

## Teatro
Fue utilizada en 2004 para crear el montaje musical mexicano Bésame mucho, protagonizado por Natalia Sosa, Plutarco Haza, Miriam Bayard, José Antonio López Tercero, María Fillipini y Carlos Rivera.
En agosto de 2010, Yolena Alonso, coreógrafa y directora artística cubana, consigue estrenar en La Habana «Bésame mucho, el musical de las pasiones», con una selección de 30 artistas cubanos entre actores, cantantes, bailarines y músicos. Narra varias historias de amor que se desarrollan en un barrio bullicioso de La Habana, recupera los boleros más exitosos de la historia arreglados para el musical a los ritmos latinos actuales como el hip-hop, pop, conga, reguetón, rap, mambo funky, bachata, balada y salsa. Es un homenaje al género clásico del bolero.[cita requerida]

## Televisión
- El estribillo del coro fue cantado por Wilmer Valderrama (Fez) en la segunda temporada de la serie That '70s Show, en un intento por enseñarle a Michael Kelso (Ashton Kutcher) a cantar una serenata. Jackie (Mila Kunis) no entendió que quiso decir.
- El estribillo también fue cantado por Berta (interpretada por Conchata Ferrel), el ama de llaves de Dos hombres y medio, en el episodio de la cuarta temporada «Anteaters. They're just crazy lookin’», para tratar de seducir a Fernando, un albañil latino interpretado por Enrique Iglesias.
- La actriz y cantante Lucía Méndez interpretó esta canción en la telenovela Colorina en 1980 protagonizada por Lucía Méndez, Enrique Álvarez Félix y Julissa, producida por Valentín Pimstein para Televisa.